# لينكس على بلاي ستيشن 3
نظام التشغيل الآخر (بالإنجليزية: OtherOS) ميزة تقنية أتاحتها شركة سوني في أجهزة بلاي ستيشن 3 الأولى، تسمح لمالك الجهاز بتثبيت أنظمة تشغيل مختلفة مثل لينكس وفري بي إس دي جنباً إلى جنب مع نظام تشغيل الجهاز الأساسي. وقد شكلت هذه الميزة نقطة تحول مهمة في تاريخ أجهزة الألعاب، إذ فتحت المجال أمام استخدامات جديدة تتجاوز الترفيه التقليدي.
مكّنت هذه التقنية البرامج المثبتة من الاستفادة من ستة معالجات تآزرية من أصل سبعة في شريحة Cell المتطورة، بينما قيدت شركة سوني الوصول إلى معالج الرسوميات RSX عبر نظام مراقبة افتراضي. وقد تعاونت سوني مع شركة آي بي إم في توفير الأدوات والإرشادات اللازمة للمطورين الراغبين في الاستفادة من هذه الإمكانيات.
لكن هذه الميزة الواعدة لم تستمر طويلاً، فقد أزالتها سوني في أبريل 2010 عبر تحديث إجباري للنظام، مما أشعل جدلاً واسعاً وأدى إلى معارك قانونية استمرت سنوات، وانتهت بتسوية مالية مع المستخدمين المتضررين.

## الجذور والنشأة

### تجربة بلاي ستيشن 2 الرائدة
بدأت قصة أنظمة التشغيل المفتوحة في أجهزة سوني مع بلاي ستيشن 2 عام 2000، حين طرحت الشركة مجموعة "PS2 Linux Kit" التي ضمت نظام تشغيل لينكس كاملاً مع لوحة مفاتيح وفأرة ومحول فيديو وقرص صلب. كانت هذه خطوة جريئة في عالم أجهزة الألعاب، إذ حولت جهاز الترفيه إلى حاسوب شخصي قادر على أداء مهام متنوعة.

### الانتقال إلى الجيل الجديد
مع إطلاق بلاي ستيشن 3 عام 2006، اتخذت سوني نهجاً مختلفاً. بدلاً من تضمين نظام لينكس مسبقاً، أتاحت للمستخدمين خياراً في قائمة النظام يسمح بتثبيت أنظمة تشغيل أخرى من القرص الصلب أو الأقراص المضغوطة. وقد أوضح دليل تثبيت "Yellow Dog Linux" الرؤية وراء هذه الميزة بقوله: "كان الهدف أن تتمكن، كمالك لجهاز PS3، من لعب الألعاب ومشاهدة الأفلام وعرض الصور والاستماع للموسيقى وتشغيل نظام تشغيل لينكس كامل يحول جهازك إلى حاسوب منزلي متكامل."

## نهاية حقبة وبداية صراع

### بوادر التراجع
ظهرت أولى علامات تراجع سوني عن هذه الرؤية المفتوحة في سبتمبر 2009، حين أعلنت الشركة أن طراز "PS3 Slim" الجديد لن يدعم ميزة نظام التشغيل الآخر، دون تقديم مبررات واضحة. كان هذا الإعلان بمثابة إنذار مبكر لما هو قادم.

### الضربة القاضية
في مارس 2010، وجّهت سوني ضربة قاسية لمجتمع المطورين والمستخدمين المتقدمين بإعلانها إزالة ميزة نظام التشغيل الآخر من جميع أجهزة PS3 الموجودة، بما في ذلك النماذج القديمة التي اشتراها المستخدمون اعتماداً على هذه الميزة. برّرت الشركة قرارها بـ"مخاوف أمنية"، وطبّقته عبر تحديث إجباري للنظام في الأول من أبريل 2010.
كان هذا القرار صادماً للكثيرين، إذ حرم المستخدمين من ميزة أساسية روّجت لها الشركة ودفعوا ثمنها، مما أثار تساؤلات جدية حول حقوق مالكي الأجهزة الإلكترونية في العصر الرقمي.

## المقاومة والبدائل

### جهود الالتفاف
لم يستسلم المجتمع التقني لقرار سوني، فسرعان ما ظهرت طرق مختلفة لتجاوز التحديث الجديد والاحتفاظ بالقدرة على الاتصال بشبكة PlayStation Network، معظمها اعتمد على استخدام خوادم DNS بديلة.
برز اسم المخترق الشهير جورج هوتز في هذا السياق، إذ ادعى تطوير نظام ثابت مخصص يُسمى "3.21OO" يعيد تفعيل ميزة نظام التشغيل الآخر، ونشر فيديو كدليل على ادعائه. لكن الجدل احتدم حول صحة هذا الادعاء، واعتبره كثيرون مجرد خدعة دعائية. وفي نهاية المطاف، أعلن هوتز في يوليو 2010 عدم نيته إطلاق نظامه للجمهور.

### النجاحات الحقيقية
لكن المجتمع التقني لم ييأس، وفي مايو 2011، نجح فريق PS3MFW بقيادة يونس العلوي في تطوير نظام ثابت معدّل يسمح فعلاً بتشغيل أنظمة التشغيل البديلة، مما أعاد الأمل للمستخدمين المتضررين.

## الملاحقات القانونية والانتقام

### حرب المحاكم
لم تكتف سوني بإزالة الميزة، بل شنّت حرباً قانونية شرسة ضد المخترقين. في يناير 2011، رفعت دعوى قضائية ضد جورج هوتز وأعضاء مجموعة fail0verflow، اتهمتهم فيها بانتهاك قوانين متعددة تشمل قانون الألفية للملكية الرقمية وقانون الاحتيال وإساءة استخدام الكمبيوتر، إضافة إلى تهم أخرى كالإخلال بالعقد والتدخل الضار.

### دعاوى المستهلكين
في المقابل، لم يقف المستخدمون المتضررون مكتوفي الأيدي. في أبريل 2010، رُفعت دعوى قضائية جماعية في كاليفورنيا ضد سوني، وصفت إزالة الميزة بأنها "غير عادلة ومضللة" وتشكل "خرقاً لحسن النية". وقد تبعتها دعاوى أخرى مماثلة من مستخدمين مختلفين.

## رحلة طويلة نحو العدالة

### التعثر الأولي
واجهت الدعاوى الجماعية صعوبات في بدايتها. في فبراير 2011، رفض القاضي ريتشارد سيبورج معظم الادعاءات، معتبراً أن المدعين فشلوا في تقديم حجج قانونية كافية. وأوضح سيبورج قائلاً: "رغم أنه لا يمكن الحسم قانونياً في هذه المرحلة بأن سوني تستطيع، دون عواقب قانونية، إجبار عملائها على الاختيار بين التخلي عن تحديث البرنامج أو فقدان ميزة نظام التشغيل الآخر، إلا أن الادعاءات الحالية تفشل إلى حد كبير في إثبات مطالبة قانونية صحيحة."
وفي ديسمبر 2011، رفض آخر ادعاء متبقٍ، مصرحاً بأن المدعين "فشلوا في التذرع بحقائق أو صياغة نظرية يمكن أن تُحمّل سوني المسؤولية عنها."

### الانتصار في الاستئناف
لكن عام 2014 شهد انقلاباً في مجرى القضية، حين ألغت محكمة الاستئناف الأمريكية للدائرة التاسعة قرار الرفض وأعادت القضية إلى محكمة الدرجة الأولى، معتبرة أن المدعين قدموا ادعاءات واضحة وكافية تستحق النظر.

### التسوية والتعقيدات
في 2016، استسلمت سوني أخيراً ووافقت على تسوية مع المستخدمين الأمريكيين المتضررين. تضمنت التسوية الأولى دفع 55 دولاراً لمن استخدم أنظمة تشغيل بديلة، و9 دولارات لمن اشترى الجهاز اعتماداً على هذه الميزة.
لكن الطريق نحو العدالة لم ينته هنا. في فبراير 2017، رفضت القاضية إيفون غونزاليز التسوية، مشيرة إلى مشكلتين أساسيتين: النسبة المرتفعة لأتعاب المحامين، والصعوبات التي يواجهها المستحقون في التحصيل.
عادت سوني في سبتمبر 2017 بعرض محسّن يصل إلى 65 دولاراً لكل مستفيد من فئة واحدة موحدة، بدلاً من تقسيم المستفيدين إلى فئتين منفصلتين كما في العرض السابق.
وأخيراً، في نوفمبر 2018، وصلت المدفوعات النهائية للمستحقين بقيمة 10.07 دولار لكل منهم، منهية بذلك فصلاً طويلاً من النزاع القانوني.

## الجانب التقني والتطبيقي

### إمكانيات نواة لينكس

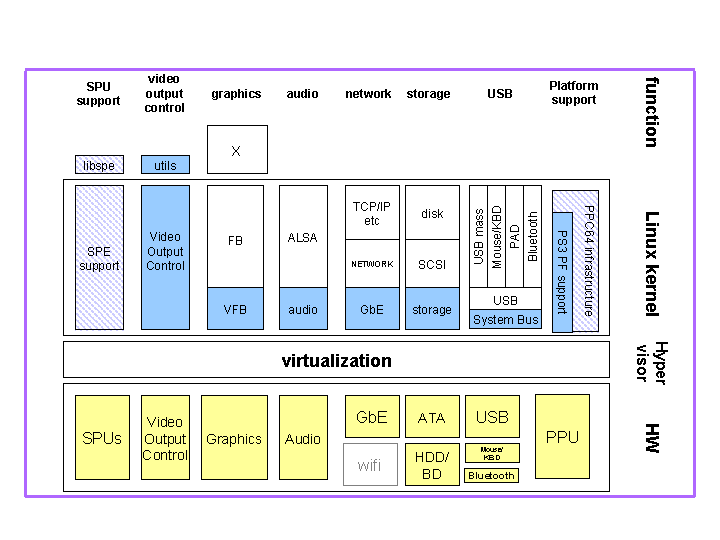
مخطط يوضح بنية نواة لينكس على جهاز PlayStation 3

دعمت نواة لينكس جهاز PlayStation 3 بدءاً من الإصدار 2.6.21 دون الحاجة لأي تعديلات أو رقع إضافية. وتوفر قرص مضغوط إضافي بسيط لتشغيل لينكس على PS3 يشمل دعماً لتوزيعة Fedora 8 وأنظمة تشغيل أخرى.

### القيود والتحديات
رغم القوة الحاسوبية الهائلة لمعالج Cell، التي تكفي للتعامل مع معظم متطلبات الوسائط المتعددة وعرض الرسوميات ثلاثية الأبعاد المعقدة، إلا أنها تفتقر لقدرات التيرافلوبس المتخصصة في معالجة النسيج التي تتمتع بها وحدات معالجة الرسوميات المعاصرة. هذا القيد حال دون تشغيل ألعاب معقدة على PlayStation 3 عبر لينكس، إذ كان الوصول لتسريع الأجهزة في معالج RSX محدوداً بواسطة نظام المراقبة الافتراضي.

## توزيعات لينكس المختلفة

### التوزيعات الرئيسية المدعومة
عملت عدة توزيعات لينكس رئيسية على PlayStation 3، منها Debian وFedora 8 وGentoo وopenSUSE (من 10.3 إلى 11.1) وUbuntu. وكانت يلو دوغ لينكس من أولى التوزيعات المصممة خصيصاً لهذا الجهاز، حيث صدرت في أواخر 2006.

### أوبونتو على بلاي ستيشن 3

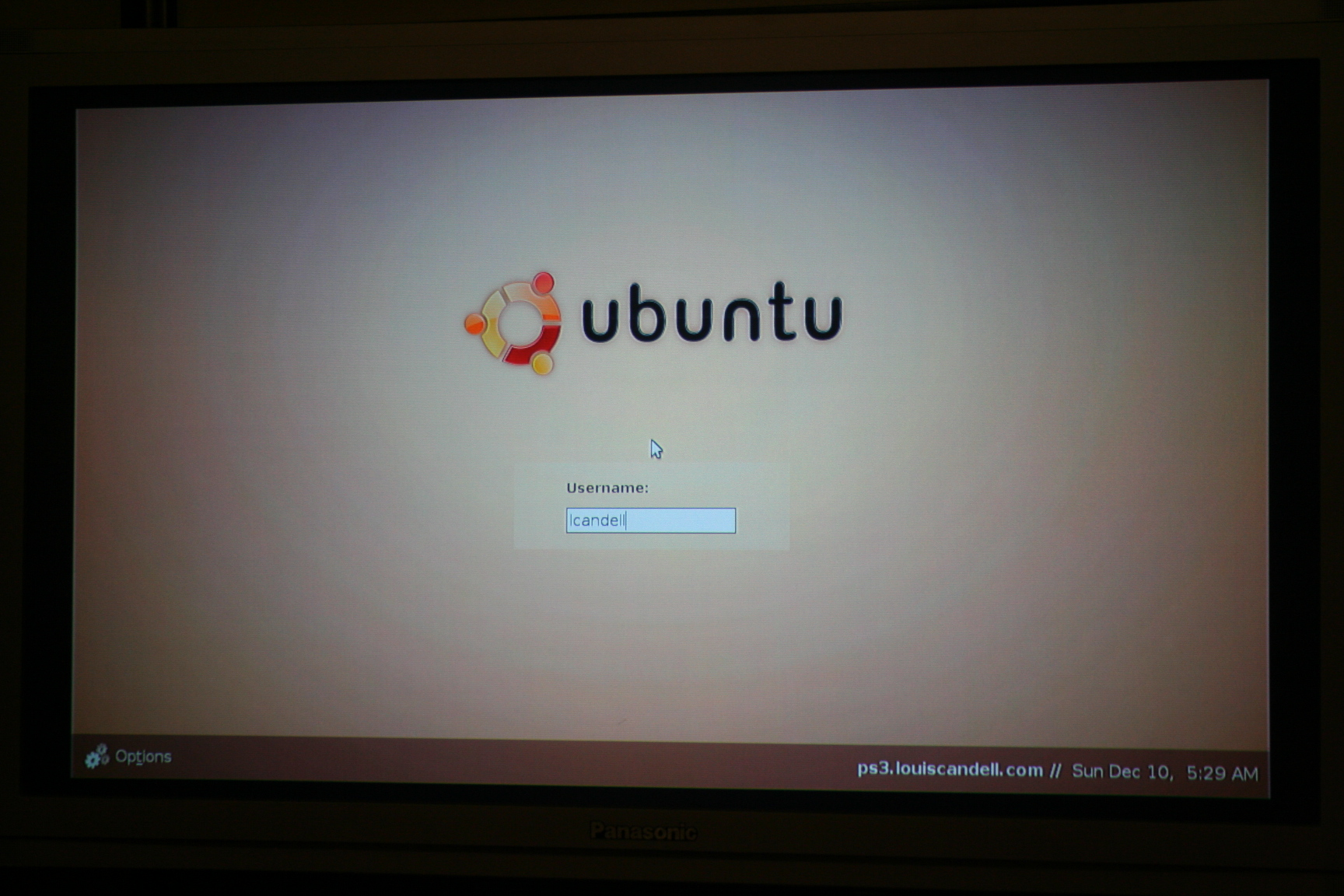
Ubuntu 6.10 يعمل على جهاز PS3

نُقلت بعض إصدارات أوبونتو إلى منصة PS3 حتى الإصدار 10.10. لم يستطع برنامج التثبيت العمل في الوضع المباشر عند دقة 480i أو 480p، لكنه وفّر مثبتاً نصياً يقوم بتثبيت أوبونتو بشكل كامل ووظيفي. كما أمكن تركيب قرص صلب خارجي عبر USB كمجلد رئيسي أثناء التثبيت.
كان الإصدار طويل المدى 8.04 (Hardy Heron) غير متوافق مع PS3، بينما نُقل الإصدار 8.10 (Intrepid Ibex) للجهاز في نفس تاريخ إصدار أوبونتو الرسمي.

### Yellow Dog Linux

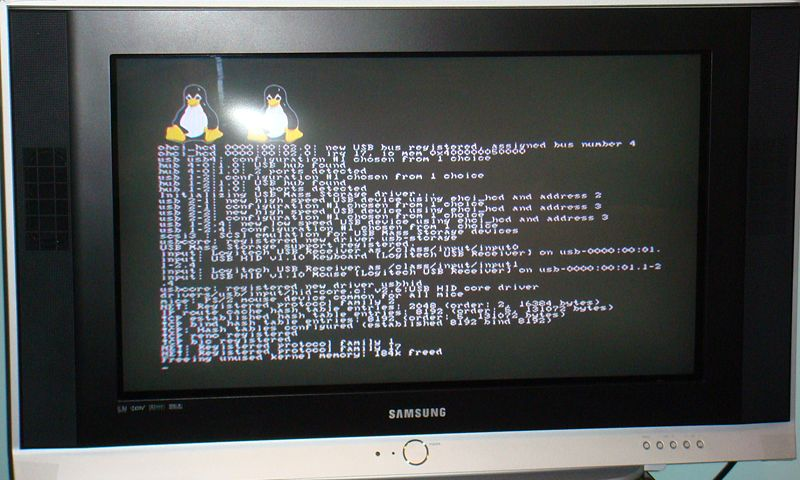
Yellow Dog Linux يعمل على جهاز PS3

شكّل يلو دوغ لينكس 5.0 إحدى أولى توزيعات لينكس التي عملت على منصة سوني بلاي ستيشن 3. صُمم هذا النظام خصيصاً للتلفزيون عالي الدقة، مما استلزم من مستخدمي التلفزيون العادي استعمال أوامر خاصة مثل 'installtext' و'ydl480i' للتثبيت والتشغيل.
يستند Yellow Dog Linux على نواة Red Hat Enterprise Linux/CentOS ويعتمد على مدير الحزم RPM. عمل الصوت الرقمي بشكل صحيح، بينما لم تحصل بطاقة رسوميات Nvidia على دعم يتجاوز وضع مخزن الإطار الأساسي. كما احتاجت بعض مكونات الأجهزة الأخرى لتعديلات على النواة للعمل بشكل صحيح.

## مشاريع كسر الحماية والتطوير البديل

### مشروع AsbestOS
ركزت جهود الهندسة العكسية على ثغرة أمنية في تحليل واصف USB في البرنامج الثابت 3.41، مما أتاح تشغيل نواة لينكس على هذا الإصدار. يتيح المشروع حالياً تحميل نواة لينكس عبر TFTP وتشغيلها مع الوصول لجميع عناصر SPE السبعة، بينما يمكن تشغيل باقي النظام على مشاركة NFS.

### دعم فري بي إس دي
أُضيف دعم PlayStation 3 إلى FreeBSD 9.0 في صيف 2010، لكن اقتصر هذا الدعم على الأجهزة التي احتفظت بوظيفة نظام التشغيل الآخر (إصدار البرنامج الثابت 3.15 والأقدم).

## روابط خارجية
- نظرة عامة على المنصة المفتوحة لـ PlayStation 3 نسخة محفوظة 5 يونيو 2007 على موقع واي باك مشين.
- تحديث البرنامج الثابت 3.21 - إزالة قدرة نظام التشغيل الآخر
- كيفية تجاوز البرنامج الثابت PS3 3.21 والاتصال بـ PSN